# Грэм, Билл (политик)
Уильям Карвел (Билл) Грэм (англ. William Carvel "Bill" Graham; 17 марта 1939, Монреаль — 7 августа 2022) — канадский юрист, государственный деятель и филантроп. Профессор международного права Торонтского университета, депутат Палаты общин Канады в 1993—2007 годах, министр иностранных дел (2002—2004) и национальной обороны Канады (2004—2006), временный лидер Либеральной партии Канады и глава официальной оппозиции с февраля по декабрь 2006 года. Кавалер ордена Канады с 2014 года (офицер с 2020 года).

## Биография
Родился в 1939 году в Монреале в многодетной семье сахарного магната и финансиста Фрэнсиса Грэма и Хелен Грэм (урождённой Бейли); помимо Билла, в семье было ещё 12 детей. Когда мальчику было 4 года, Грэмы переехали в Ванкувер, и детство Билл провёл частично в этом городе, а частично в Торонто. По окончании Колледжа Верхней Канады поступил в Тринити-колледж, аффилируемый с Торонтским университетом. Во время учёбы в колледже проходил резервистскую службу в Королевском ВМФ Канады, куда поступил через университетскую учебную программу. Окончив в 1961 году первую степень, продолжил обучение на юридическом факультете Торонтского университета, где был редактором факультетского журнала Law Review. Окончил вторую степень с золотой медалью в 1964 году, завершил юридическое образование в Парижском университете, где защитил докторскую диссертацию по международному праву.
По окончании университета работал в адвокатской фирме «Фаскен и Келвин». К 1980 году заработал отличную репутацию как юрист и был приглашён преподавать в Торонтском университете, где стал профессором международного права. Помимо Торонтского университета, преподавал международное право также в Макгиллском и Монреальском университетах.
В 1984 и 1988 годах неудачно баллотировался от округа Роуздейл (Торонто) в Палату общин Канады как кандидат от Либеральной партии. В 1993 году был избран в парламент от этого округа; в дальнейшем переизбирался в Палату общин в 1997 и 2000 годах от округа Роуздейл-Торонто-Центр и в 2004 и 2006 годах от округа Торонто-Центр. С 1995 по 2002 год возглавлял постоянную комиссию Палаты общин по иностранным делам и внешней торговле. Стал сооснователем и первым председателем Межпарламентского форума обеих Америк, занимал также посты вице-президента и казначея Парламентской ассоциации ОБСЕ и казначея Либерального интернационала. Будучи депутатом парламента, выступал как защитник прав сексуальных меньшинств. Поддерживал государственное финансирование программ по борьбе со СПИДом и запрет на дискриминацию на основании половой ориентации. Интерес к франкоканадской культуре, благодаря которому Грэм на протяжении 10 лет возглавлял Французский союз Торонто, также нашёл отражение в его парламентской деятельности, где он был последовательным защитником англо-французского билингвизма.
С января 2002 года министр иностранных дел в правительстве Жана Кретьена, а затем Пола Мартина. В этот период, последовавший за терактами 11 сентября 2001 года в США, Канада отказалась от участия во вторжении в Ирак, которое инициировали Соединённые Штаты. Имя Грэма связывают не только с самим этим решением, но и с последовавшим политическим маневрированием, направленным на то, чтобы сохранить дружеские отношения с США несмотря на отказ от участия в операции. В 2004 году премьер-министр Мартин назначил его министром национальной обороны. На этом посту Грэм провёл менее двух лет, но успел принять ряд полезных решений, среди которых отмечают назначение Рика Хиллиера на пост начальника штаба обороны. Он также добился увеличения оборонного бюджета страны на 13 млрд долларов.
Когда на выборах 2006 года Либеральная партия потерпела поражение и Пол Мартин подал в отставку с поста лидера партии, Грэм временно занял эту должность. Он оставался временным лидером Либеральной партии с марта по декабрь 2006 года и лидером официальной оппозиции в Палате общин с февраля по декабрь того же года. Стивен Харпер, который стал премьер-министром Канады после победы на выборах Консервативной партии и которому в качестве главы оппозиции противостоял Грэм, позже назвал его «джентльменом», всегда в первую очередь заботившимся об интересах страны.
Завершил политическую карьеру в 2007 году. После этого занял пост канцлера Тринити-колледжа. Возглавлял также Атлантический совет Канады. Вместе с женой Кэтрин активно занимался благотворительной деятельностью, в том числе был в числе основных жертвователей на постройку в университетском городке Торонто Центра Центра экологической устойчивости им. Лосона и основателей Центра современной международной истории при Тринити-колледже. В последние годы жизни состояние здоровья Грэма ухудшилось, у него был диагностирован рак. Скончался в августе 2022 года, оставив после себя жену, дочь и сына.

## Признание заслуг
Заслуги Билла Грэма как профессора права, министра, парламентского деятеля и филантропа были отмечены в 2014 году производством в кавалеры ордена Канады. В 2020 году его ранг был повышен до офицера ордена Канады. Другие государственные награды включают медали Золотого и Бриллиантового юбилеев королевы Елизаветы II, звание кавалера кавалера ордена Почётного легиона и командора ордена Рыцарей Рисаля (Филиппины). Его усилия по защите французского языка и культуры в Онтарио были отмечены орденом Плеяды, серебряной медалью города Парижа и другими наградами.
Биллу Грэму были присвоены звания почётного доктора Торонтского университета (2018), Королевского военного колледжа Канады и Сиенского университета (Италия). Он также был почётным полковником Конного гвардейского полка Генерал-губернатора. В честь Билла Грэма названы кафедра международного права и развития юридического факультета Торонтского университета и Центр современной международной истории в Тринити-колледже.